# Castello di Mulazzano
Das Castello di Mulazzano ist eine abgegangene mittelalterliche Burg in der Nähe der Kirche Trasfigurazione di Nostro Signore Gesù Christo in Mulazzano Monte, einem Ortsteil von Lesignano de’ Bagni in der italienischen Region Emilia-Romagna.

## Geschichte
Die Verteidigungsfestung wurde ursprünglich strategisch günstig auf dem Kamm zwischen dem Parma-Tal und dem Termina-Tal errichtet, und zwar Anfang des 13. Jahrhunderts. Das erste Zeugnis ihrer Existenz stammt aus dem Jahr 1284, als der Bürgermeister von Parma sie aus Rache für eine Beleidigung zerstören ließ, die ihm der Eigentümer Carrotto della Palude beibrachte.
1329 stürmten die Rossis die wiederhergestellte Burg, die Bertolino della Palude gehörte, der jedoch einen Gegenangriff startete, dabei die benachbarte Siedlung zerstörte und die Garnison von Andreasio de’ Rossi vertrieb.
1403 ließen die Brüder Giacomo und Pier Maria de’ Rossi die Burg erneut aufbauen, aber, sobald Ugolino del Prete, der herzogliche Stellvertreter von Giovanni Maria Visconti, davon erfuhr, zwang er die Verbündeten des Hauses, sie wieder zu zerstören.
Die letzte Quelle in Bezug auf die Burg stammt von 1408, als die Rossis sich mit dem Markgrafen von Ferrara, Niccolò III. d’Este, verbündeten und ihn baten, dass er, sobald er Herr von Parma würde, ihnen den Wiederaufbau der Burgen von Carona, Castrignano, Tiorre und Pariano, der Bastionen des Castello di Sant’Andrea und des Castello di Mattaletto garantierte und darüber hinaus die Erlaubnis zum Wiederaufbau der Burgen von Mulazzano, Alberi, Porporano, Antesica, Mamiano und des benachbarten Basilicanova erteilte.
Von dem alten Castello di Mulazzano ging später jede Spur verloren.